# Exterminadores do Além contra a Loira do Banheiro
Exterminadores do Além Contra a Loira do Banheiro é um filme brasileiro do gênero comédia de terror lançado em 29 de novembro de 2018. Dirigido por Fabrício Bittar, roteirizado por Danilo Gentili, Fabrício Bittar e André Catarinacho, e protagonizado por Danilo Gentili, Léo Lins, Murilo Couto, Dani Calabresa e Pietra Quintela.

## Enredo
Três youtubers fracassados, com a ajuda de seu cinegrafista, que se dizem especialistas no combate e extermínio de seres sobrenaturais, decidem conquistar a fama na internet de uma vez por todas. Após um estranho caso de possessão demoníaca em uma escola local, os até então "caça-assombrações" são acionados por um abaixo-assinado feito pelos alunos da escola, atendido pelo diretor Nogueira. Trata-se do espírito de uma menina de 13 anos de idade de cabelos loiros que morreu de modo desconhecido e que assombra os banheiros das escolas de todo o país: a loira do banheiro.

## Elenco
| Ator / Atriz       | Personagem        |
| ------------------ | ----------------- |
| Danilo Gentili     | Jack              |
| Murilo Couto       | Túlio             |
| Léo Lins           | Fred              |
| Pietra Quintela    | Loira do Banheiro |
| Matheus Ueta       | Daniel            |
| Jean Paulo Campos  | Renato            |
| Sikêra Júnior      | Nogueira          |
| Bárbara Bruno      | Professora Helena |
| Antonio Tabet      | Professor Ricardo |
| Marcela Tavares    | Professora Renata |
| Bri Fiocca         | Maria             |
| Francisco Carvalho | Wagner            |
| Digão Ribeiro      | Conan             |

### Participações especiais
| Ator / Atriz      | Personagem |
| ----------------- | ---------- |
| Ratinho           | Açougueiro |
| Dani Calabresa    | Caroline   |
| Luciana Gimenez   | ela mesma  |
| Sérgio Mallandro  | ele mesmo  |
| Diogo Portugal    | ele mesmo  |
| Celso Portiolli   | ele mesmo  |
| Igor Guimarães    | ele mesmo  |
| Ronnie Von        | ele mesmo  |
| Hermano Henning   | ele mesmo  |
| Boris Casoy       | ele mesmo  |
| Nelson Rubens     | ele mesmo  |
| Vinicius Henrique | ele mesmo  |
| Marcão do Povo    | ele mesmo  |
| Diguinho Coruja   | ele mesmo  |
| Roger Moreira     | ele mesmo  |
| Marcos Kleine     | ele mesmo  |
| Bacalhau          | ele mesmo  |
| Mingau            | ele mesmo  |

## Série
Uma série inspirada no filme intitulada "Exterminadores do Além", começou a ser produzida pela Warner e Clube Filmes em 2020 com parte do elenco original do filme. A deixa no final do filme original indica que o sucesso dos exterminadores foi totalmente destruída e os "heróis" terão problemas maiores, não só com criaturas sobrenaturais, mas também com as autoridades. A série estreou em 18 de agosto de 2021 na Warner Channel.

## Prêmios e indicações
| Ano  | Prêmio                          | Categoria                         | Indicado                      | Resultado | Fonte  |
| ---- | ------------------------------- | --------------------------------- | ----------------------------- | --------- | ------ |
| 2019 | Macabro                         | Melhor filme Ibero-americano      | Fabrício Bittar               | Venceu    | [ 4 ]  |
| 2019 | FrightFest                      | The Total Film Best Gore          | —                             | Venceu    | [ 5 ]  |
| 2019 | Festival Of Fear                | Melhor Ator                       | Léo Lins                      | Indicado  | [ 6 ]  |
| 2019 | Festival Of Fear                | Melhor Atriz                      | Dani Calabresa                | Indicado  | [ 6 ]  |
| 2019 | Festival Of Fear                | Melhor Filme                      | Fabrício Bittar               | Indicado  | [ 6 ]  |
| 2019 | Festival Of Fear                | Melhor Filme (escolha do público) | Fabrício Bittar               | Venceu    | [ 7 ]  |
| 2019 | Festival Of Fear                | Melhor Filme de Terror Comédia    | Fabrício Bittar               | Venceu    | [ 7 ]  |
| 2019 | Fractured Visions Film Festival | Melhor Filme                      | Fabrício Bittar               | Indicado  | [ 8 ]  |
| 2019 | Fractured Visions Film Festival | Melhor Montagem                   | Nicholas Feetback Bruno Nunes | Indicado  | [ 9 ]  |
| 2019 | Be Afraid Horror Fest           | Melhor cena WTF(escolha do júri)  | —                             | Venceu    | [ 10 ] |